# I Am... Sasha Fierce
I Am... Sasha Fierce este cel de-al treilea album de studio a interpretei americane Beyoncé Knowles, lansat pe data de 18 octombrie 2008 în Statele Unite ale Americii. Materialul a debutat direct pe prima poziție în clasamentul american Billboard 200, devenind cel de-al treilea album consecutiv al lui artistei ce obține această clasare. Materialul a înregistrat vânzări de peste 6.700.000  de exemplare la nivel mondial.
Albumul contine hiturile mondiale „If I Were a Boy”, „Single Ladies (Put a Ring on It)”, „Halo”, „Sweet Dreams”, precum și hitul european „Broken-Hearted Girl”. Alte lansări sunt piesele de top 40 în America „Diva” și „Ego” alături de single-ul digital „Video Phone”.
In octombrie 2009, o ediție de platină a albumului ce continea toate melodiile de pe varianta originala si de lux (plus alte 4 piese noi) si toate videoclipurile filmate pentru single-uri a fost lansată în S.U.A, Oceania și câteva țări europene.

## Recenzii critice
Albumul a obținut un punctaj de 62 puncte din 100 bazat pe 22 recenzii oferite de Metacritic, indicănd recenzii în general favorabile.
Materialul s-a clasat pe locul 2 în lista celor mai bune ale anului 2008, realizata de Entertainment Weekly.

## Performanta comerciala
Albumul a activat prima dată în clasamentul din Japonia, unde a debutat pe locul 5 pentru a ajunge săptamana următoare pe locul 3, poziția sa maximă.
În S.U.A, albumul a debutat pe locul 1 cu aproape 500.000 de copii văndute. De atunci albumul a primit dublu disc de platină pentru cele 2.800.000 de exemplare vandute, inca mai aflandu-se in clasament, la actual ocupând poziția 60.
În Regatul Unit, albumul a debutat pe 10 cu vănzâri de peste 35.000 de exemplare, pentru a ajunge după 38 de săptămani pe locul 2 în clasament. A înregistrat vănzâri de 1.200.000 de copii, obtinand astfel un cuadruplu disc de platină.
În Irlanda, albumul a avut un succes fenomenal, atingănd prima poziție și primind de 4 ori discul de platină pentru vănzâri de peste 60.000 copii. Albumul denotă continuitate, înca activand în top 20 în aceasta țara.
În Oceania, Beyoncé a înregistrat cele mai mari vănzâri din întreaga carieră solo. În Noua Zeelandă, albumul a debutat pe locul 16 (atingănd mai tarziu locul 6), ediția de lux activănd în top 10 pe locul 7. Ediția de platină (lansată in octombrie), a ajutat albumul să ajungă pe locul 3. Cu peste 25.000 exemplare văndute, albumul este aproape de atingerea unui dublu disc de platină.
În Australia, albumul a atins locul 8 inițial, ajungănd la 11 luni de la lansare pe locul 3 cu ajutorul vănzârilor ediției de platină. La actual, albumul este certificat cu triplu disc de platină.

## Discuri Single
- „If I Were a Boy” este primul single lansat. Cântecul a fost trimis posturilor de radio pop pe data de 8 octombrie 2008, în timp ce pentru posturile de radio R&B a fost oferit „Single Ladies (Put a Ring on It)”. „If I Were a Boy” a obținut succes la nivel mondial, atingând prima poziție în clasamentul mondial.
- „Single Ladies (Put a Ring on It)” a fost trimis posturilor de radio R&B și a devenit cel de-al cincilea single al interpetei ce se clasează pe locul 1 în Billboard Hot 100. Cântecul a primit numeroase recenzii pozitive din partea criticilor muzicali. Acesta s-a clasat in top 3 la nivel mondial, in top 10 in majoritatea clasamentelor din Europa si in top 5 in Oceania.
- „Diva” este cel de-al treilea single de pe I Am ... Sasha Fierce in Statele Unite. Piesa a debutat pe locul 96 în Billboard Hot 100, ajungând ulterior pe locul 19. Cantecul a primit discul de aur pentru vanzari de peste 500.000 de copii.
- „Halo” este cel de-al treilea disc single lansat la nivel mondial. În videoclip apare și actorul Michael Ealy. Piesa a debutat pe 93 în Billboard Hot 100, ajungând ulterior până pe 5 si devenind un alt hit mondial, activand in top 10 in majoritatea tarilor europene.La nivel mondial, piesa obtine locul 3.
- „Ego” este al cincilea single lansat in S.U.A. Acesta a ajuns pe locul 39 in aceasta tara, fiind certificat cu un disc de aur. In ciuda promovarii doar in tara natala, melodia a atins locul 8 în Portugalia, locul 11 în Noua Zeelanda si top 30 in Bulgaria si Suedia datorita descărcărilor digitale în număr mare.
- „Sweet Dreams” este lansat ca cel de al patrulea single la nivel mondial (al 6-lea in S.U.A). Piesa devine un alt succes al albumului, atingand top 3 in Oceania, top 10 in Europa si locul 10 in SUA.
- „Broken-Hearted Girl” este lansat ca al cincilea single . Piesa a atins top 10 în Polonia (#7), Belgia (#8) și Portugalia (#5), top 20 în Australia (#14), Germania (#14), Bulgaria (#15), Macedonia (#15), Republica Cehă (#15) și Irlanda (#20) și top 40 în Regatul Unit (#27), Croația (#33), Slovacia (#39) și Austria (#38). Piesa a beneficiat de lansare doar în Europa și Australia.
- „Video Phone” este ultimul single al albumului, varianta lansată fiind remixul realizat cu Lady Gaga. Piesa a fost lansată numai în S.U.A și Regatul Unit, fiind o dezamăgire comercială, atingând doar treapta cu nr. 65 în America și locul 58 în Marea Britanie (singurul single oficial al acesteia în această regiune ce nu obține un loc în primele 30). Totuși, melodia a atins top 40 în Croația, Spania, Australia, Noua Zeelandă și Republica Cehă datorită difuzărilor intense și, notabil, prima poziție în topul brazilian.

## Altele
- „Radio” a fost lansat ca un single în locul piesei  „Broken-Hearted Girl” în Olanda unde a atins treapta cu numărul 14. Au existat zvonuri conform cărora piesa ar avea un videoclip și ar fi lansată mondial la începutul lui 2010.
- „Why Don't You Love Me” a devenit spre finalele anului 2009 foarte difuzat în cluburi, atingând în 2010 poziția nr. 1 în clasamentul Billboard Dance Music/Club Play și alte clasamente dance din S.U.A.

## Clasamente
| Clasament                             | Poziția ,maximă | Certificate | Vânzări    |
| ------------------------------------- | --------------- | ----------- | ---------- |
| Argentina Albums Chart                | 7               |             |            |
| Australia ARIA Albums Chart           | 3               | 3xPlatină   | 220.000    |
| Austrian Albums Chart                 | 20              | Aur         | 10.000     |
| Belgium Albums Chart                  | 10              | Aur         | 15.000     |
| Brazil Top 30 Cds Sales               | 2               | Diamant     | 270.000    |
| Canadian Albums Chart                 | 6               | 2xPlatină   | 210.000+   |
| Croatian International Albums Chart   | 1               |             |            |
| Czech Albums Chart                    | 5               |             |            |
| European Top 100 Albums               | 3               | 2xPlatină   | 2.000.000+ |
| French Albums Chart                   | 20              |             | 100.000    |
| German Albums Chart                   | 17              | Aur         | 100.000+   |
| Greek Albums Chart                    | 10              |             |            |
| Irish Albums Chart                    | 1               | 4xPlatină   | 60.000+    |
| Italian Albums Chart                  | 16              | Aur         | 80.000+    |
| Japan Oricon Albums Chart             | 3               | Aur         | 190.000    |
| Mexico Albums Chart                   | 66              |             |            |
| New Zealand RIANZ Albums Chart        | 3               | Platină     | 25.000+    |
| Netherlands Albums Chart              | 6               | Platină     | 75.000+    |
| Norwegian Albums Chart                | 2               | Platină     | 15.000+    |
| Poland Albums Chart (OLiS)            | 5               | 2xPlatină   | 60.000+    |
| Russian Top 25                        | 8               | Platină     | 20.000+    |
| Spain Albums Chart                    | 7               | Aur         | 40.000+    |
| Swedish Albums Chart                  | 5               | Aur         | 20.000+    |
| Swiss Albums Chart                    | 10              | Aur         | 25.000+    |
| U.S. Billboard 200                    | 1               | 2xPlatină   | 2.800.000+ |
| U.S. Billboard Top R&B/Hip-Hop Albums | 1               | 2xPlatină   | 2.800.000+ |
| UK Albums Chart                       | 2               | 4xPlatină   | 1.200.000+ |

## Clasări în topurile sfârșiturilor de an
Albumul a devenit al saptesprezecelea pe lista în materie de vânzări la nivel mondial din 2008, în același an ocupând locul 38 într-o listă omoloagă din Regatul Unit. În anul 2009, albumul a fost declarat al doilea cel mai bine vândut în S.U.A, fiind la actual pe poziția cu nr. 7 în lista celor mai bine vândute albume din Regatul Unit.
| Clasament (2008)         | Poziția |
| ------------------------ | ------- |
| Irish Albums Chart       | 19      |
| Netherlands Albums Chart | 75      |
| UK Albums Chart          | 38      |
| US Billboard 200         | 10      |
| United World Chart       | 17      |

| Clasament (2009)              | Poziția |
| ----------------------------- | ------- |
| Australia ARIA Albums Chart   | 10      |
| Austrian Albums Chart         | 69      |
| Brazil Top 30 Cds Sales       | 3       |
| Belgium Wallonia Albums Chart | 57      |
| Belgium Flanders Albums Chart | 14      |
| Canadian Albums Chart         | 12      |
| German Albums Chart           | 54      |
| Irish Albums Chart            | 4       |
| Netherlands Albums Chart      | 11      |
| UK Albums Chart               | 7       |
| US Billboard 200              | 2       |
| United World Chart            | 10      |

## Lista cântecelor
Ediție standard
| Disc 1I Am… 1. "If I Were a Boy" (Toby Gad, BC Jean) – 4:09 2. "Halo" (Knowles, Tedder, Evan "Kidd" Bogart) – 4:21 3. "Disappear" (Knowles, Ghost, Dave McCracken, Dench) – 4:27 4. "Broken-Hearted Girl" (Knowles, Eriksen, Hermansen, Babyface) – 4:37 5. "Ave Maria" (Knowles, Eriksen, Hermansen) – 3:41 6. "Satellites" (Knowles, Ghost, McCracken, Dench) – 3:06 7. "Save the Hero" (Knowles, Rico Love, James Scheffer, Alexandra Tamposi) (iTunes bonus Track) – 4:33 | Disc 2Sasha Fierce 1. "Single Ladies (Put a Ring on It)" (Knowles, Stewart, Nash, Harrell) – 3:13 2. "Radio" (Knowles, Jonsin, Love, D-Town) – 3:38 3. "Diva" (Knowles, Crawford, Garrett) – 3:20 4. "Sweet Dreams" (Knowles, Jonsin, Love, Wilkins) – 3:28 5. "Video Phone" (Knowles, Crawford & Garrett) – 3:35 6. "Why Don't You Love Me" (B. Knowles, S. Knowles, Bama Boyz) (iTunes pre-order only bonus track) – 3:23 |

Ediția de lux
| Disc 1I Am… 1. "If I Were a Boy" (BC Jean, Toby Gad) – 4:09 2. "Halo" (Knowles, Tedder, Evan "Kidd" Bogart) – 4:21 3. "Disappear" (Knowles, Ghost, Dave McCracken, Dench) – 4:27 4. "Broken-Hearted Girl" (Knowles, Eriksen, Hermansen, Babyface) – 4:37 5. "Ave Maria" (Knowles, Eriksen, Hermansen) – 3:41 6. "Smash Into You" (Stewart, Nash) – 4:31 7. "Satellites" (Knowles, Ghost, McCracken, Dench) – 3:06 8. "That's Why You're Beautiful" (Knowles, Andrew Hey) – 3:41 9. "Save the Hero" (Knowles, Rico Love, James Scheffer, Alexandra Tamposi) (Japan & iTunes bonus Track) – 4:33 10. "Si Yo Fuera un Chico" (Mexico & Spain iTunes bonus track) – 4:09 | Disc 2Sasha Fierce 1. "Single Ladies (Put a Ring on It)" (Knowles, Stewart, Nash, Harrell) – 3:13 2. "Radio" (Knowles, Jonsin, Love, D-Town) – 3:38 3. "Diva" (Knowles, Crawford, Garrett) – 3:20 4. "Sweet Dreams" (Knowles, Jonsin, Love, Wilkins) – 3:28 5. "Video Phone" (Knowles, Crawford & Garrett) – 3:35 6. "Hello" (Knowles, REO, Evan "Kidd" Bogart, David Quiñones) – 4:16 7. "Ego" (Knowles, Elvis Williams, Harold Lilly) – 3:56 8. "Scared of Lonely" (Cristyle Johnson, Jerkins) – 3:42 9. "Why Don't You Love Me" (B. Knowles, S. Knowles, Bama Boyz) (iTunes pre-order only bonus track) – 3:23 |

## Premii
- „Bet Awards, SUA"

```
    Best Female R&B Artist
    Video Of The Year: 
„
Single Ladies (Put a Ring on It)
”
 - 2009
    Video Of The Year: 
„
Video Phone
”
 - 2010
```

- „Billboard Music Awards, SUA"

```
    Woman Of The Year
```

- „Mobo Awards"

```
    Best International Act
    Best Video:  
„
Single Ladies (Put a Ring on It)
”
```

- „Video Music Awards, SUA"

```
    Best Edit: 
„
Single Ladies (Put a Ring on It)
”
 
    Best Coreography: 
„
Single Ladies (Put a Ring on It)
”
 
    Video Of The Year: 
„
Single Ladies (Put a Ring on It)
”
```

- „NAACP Image Awards"

```
    Outstanding Female Artist
```

- „ Nickelodeon Kids' Choice Awards"

```
    Best R&B Track:  
„
Single Ladies (Put a Ring on It)
”
```

- „ Popjustice Readers Polls"

```
    Best Dance Routine: 
„
Single Ladies (Put a Ring on It)
”
```

- „ Teen Choice Awards"

```
    Best R&B Artist
    Best R&B Song: 
„
Single Ladies (Put a Ring on It)
”
```

- „ Soul Train Music Awards, SUA"

```
    Best Female Artist
    Song Of The Year: 
„
Single Ladies (Put a Ring on It)
”
 
    Best Album
```

- „ European Music Awards"

```
    Best Song: 
„
Halo
”
 
    Best Video: 
„
Single Ladies (Put a Ring on It)
”
 
    Best Female Artist
```

- „ American Music Awards, SUA"

```
    Favourite Soul/R&B Artist
```

- „ Grammy Awards, SUA"

```
    Song Of The Year: 
„
Single Ladies (Put a Ring on It)
”
 
    Best Female R&B Vocal Performance: 
„
Single Ladies (Put a Ring on It)
”
 
    Best R&B Song: 
„
Single Ladies (Put a Ring on It)
”
 
    Best Female Pop Vocal Performance: 
Halo

    Best Contemporary  R&B Album
```